# Johan Evertsen

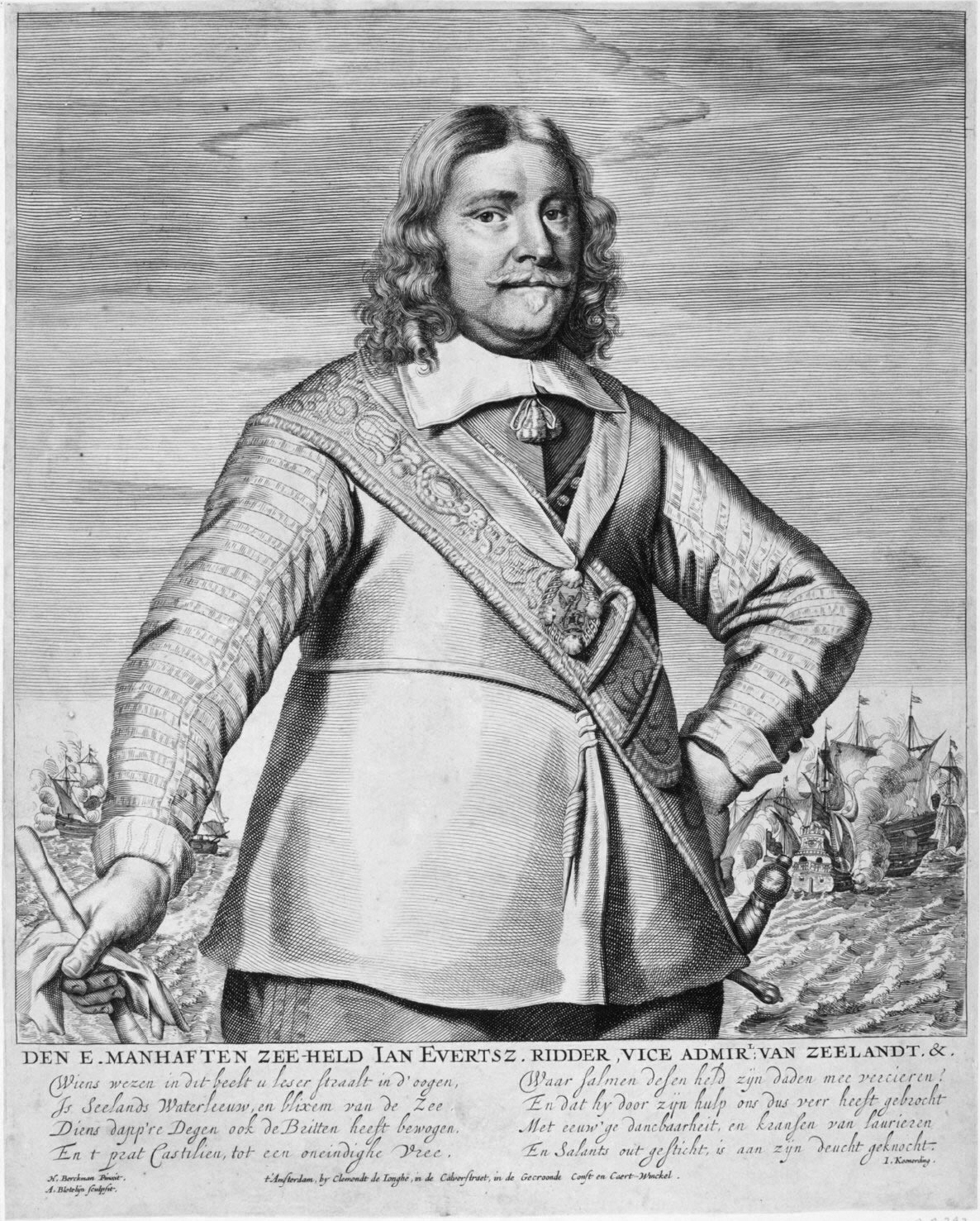
Amiral Johan Evertsen.

Johan (eller Jan) Evertsen, född 1 februari 1600, död 5 augusti 1666, var en nederländsk sjömilitär. Han var bror till Cornelis Evertsen den äldre och far till Cornelis Evertsen den yngre.
Evertsen deltog bland annat i sjöstriderna vid La Rochelle 1625 och blev 1628 kommendör samt 1637 viceamiral. Som sådan deltog han i slaget vid The Downs 1639 och i erövringen av Sas van Gent 1644. Evertens förblev även efter freden 1648 chef för Zeelands flottan, blev sårad 1653 under kriget med England och kommenderade Zeelands eskader i Öresund 1659. År 1664 blev han amirallöjtnant för Zeeland, men tog avsked redan 1665 efter nederlaget i slaget vid Lowestoft men återinträdde i tjänst 1666 och stupade i andra slaget vid Northforeland.